# 安田毅史
安田 毅史（やすだ たかし、1977年6月13日 - ）は、栃木県宇都宮市出身のモーターサイクル・ロードレーサー。2005年全日本ロードレース選手権ST600チャンピオン。

## 戦績
- 2000年 - 関東・筑波選手権GP125チャンピオン
- 2002年 - 全日本選手権GP125ランキング14位（チームハルクプロ）
- 2003年 - 全日本選手権ST600ランキング3位（チームハルクプロ）
- 2004年 - 全日本選手権ST600ランキング2位（チームハルクプロ）
- 2005年 - 全日本選手権ST600チャンピオン（チームハルクプロ）
  - 鈴鹿8時間耐久ロードレース3位、JSB1000クラス優勝（青木治親/オートレース・ハルクプロ）
- 2006年 - 全日本選手権ST600チャンピオン（チームハルクプロ）
- 2007年 - 全日本選手権JSB1000に参戦（チームハルクプロ）